# Bonaria lithocarpi
Bonaria lithocarpi är en svampart som först beskrevs av V.A.M. Mill. & Bonar, och fick sitt nu gällande namn av Augusto Chaves Batista 1959. Bonaria lithocarpi ingår i släktet Bonaria och familjen Micropeltidaceae.   Inga underarter finns listade i Catalogue of Life.